# دانيال بي بولجر
دانيال بي بولجر (بالإنجليزية: Daniel P. Bolger)‏ هو كاتب أمريكي، ولد في 15 يناير 1957 في أورورا في الولايات المتحدة.